# Kecamatan Babul Rahmah
Kecamatan Babul Rahmah (indonesiska: Babul Rahmah) är ett distrikt i Indonesien.   Det ligger i provinsen Aceh, i den västra delen av landet, 1 400 km nordväst om huvudstaden Jakarta.